# Twinkle – przybysz z Krainy Marzeń
Twinkle – przybysz z Krainy Marzeń / Twinkle, przybysz z krainy marzeń (ang. Twinkle, the Dream Being) – południowokoreańsko-amerykański serial animowany z 1993 roku wyprodukowany wspólnie przez koreańskie firmy Sei Young i MBC Productions oraz amerykański Zodiac i Calico. Producentem wykonawczym i twórcą serialu jest Peter Keefe. 

## Obsada (głosy)
- Tress MacNeille jako Twinkle
- Russi Taylor jako Nova
- Pat Fraley jako Urg
- Cam Clarke

## Wersja polska
W Polsce serial był emitowany w 1998 roku na kanale Polsat z angielskim dubbingiem i polskim lektorem.

## Lista odcinków
- 1. Park Pranksters
- 2. School is Cool
- 3. Shopping Mall Shenanigans
- 4. Calamity Carnival
- 5. Home Sweet Home
- 6. Way Out Campout
- 7. Farm Festival Fun
- 8. Fun Park Fiasco
- 9. Mountain Madness
- 10. One Wish, Two Wish
- 11. Dream Being Birthday
- 12. All-Star Expo
- 13. Once Upon An Urg
- 14. Castle Capers
- 15. Cosmic Ecology
- 16. Pollution Solution
- 17. Aquatic Adventures
- 18. The Menace Apprentice
- 19. Book Bash
- 20. Culture Shock
- 21. Better Together
- 22. Energy Escapades
- 23. Whale Wishing
- 24. Pets Are Pals
- 25. Be Safe, Not Sorry
- 26. Rainforest Romp